# Rose Hill (contea di Lee, Virginia)
Rose Hill è un census-designated place (CDP) degli Stati Uniti d'America, situato nello stato della Virginia, nella contea di Lee. Secondo il censimento del 2020 gli abitanti di Rose Hill ammontavano a 729.

## Storia
L'ufficio postale di Rose Hill venne costruito nel 1825, la città venne chiamata così per la presenza di rovi di rose nei dintorni.